# أونيه
أونيه (بالسويدية: Ånge) هي بلدة سويدية ومركز بلدية أونيه ضمن مقاطعة فسترنورلاند.
يسكنها 2872 نسمة حسب تقديرات عام 2010.